# Forcipomyia anna
Forcipomyia anna är en tvåvingeart som beskrevs av Meillon 1959. Forcipomyia anna ingår i släktet Forcipomyia och familjen svidknott. Inga underarter finns listade i Catalogue of Life.